# Okres Tokaj
Okres Tokaj (maďarsky Tokaji járás) je okres v severovýchodním Maďarsku v župě Borsod-Abaúj-Zemplén. Jeho správním centrem je město Tokaj.

## Sídla
V okrese se nachází celkem 11 měst a obcí.
- Bodrogkeresztúr
- Bodrogkisfalud
- Csobaj
- Erdőbénye
- Szegi
- Szegilong
- Taktabáj
- Tarcal
- Tiszaladány
- Tiszatardos
- Tokaj